# Bosaardbeiroest
De bosaardbeiroest (Phragmidium fragariae) is een schimmel behorend tot de familie Phragmidiaceae. De schimmel is een biotrofe parasiet. Hij vormt spermogonia, aecia, uredinia en telia op de onderzijde van het blad van de bosaardbei (Fragaria vesca) en ganzeriksoorten (Potentilla). Op de bosaardbei is het de enige bekende roest. 

## Kenmerken
De telia zijn bruin tot zwartbruin (maar niet lichtbruin of zwart). De teliosporen zijn aan de top iets wrattig.

## Verspreiding
In Nederland komt bosaardbeiroest zeer zeldzaam voor.

## Foto's

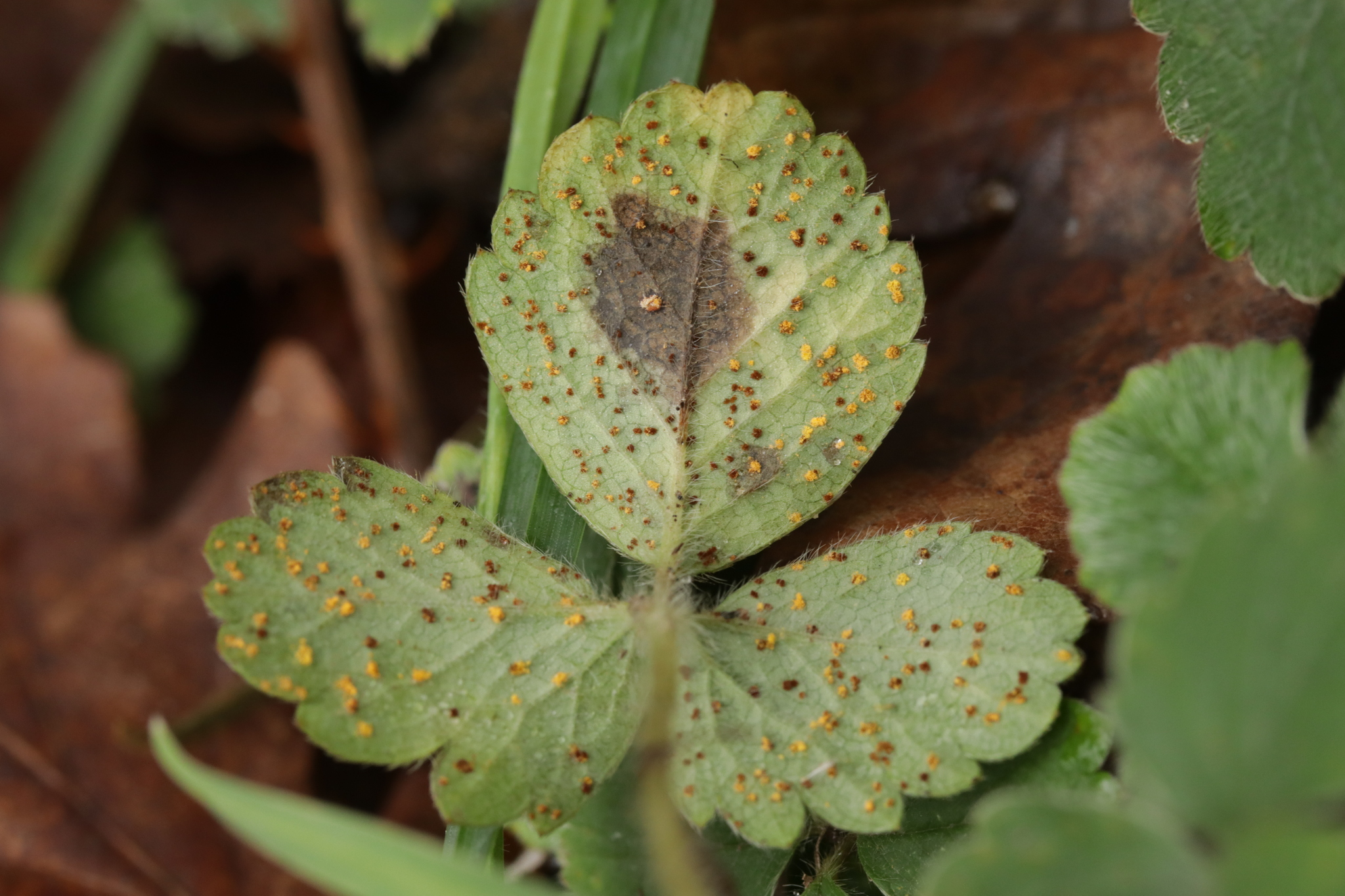
Onderzijde blad met aecia (oranje) en telia (bruin)
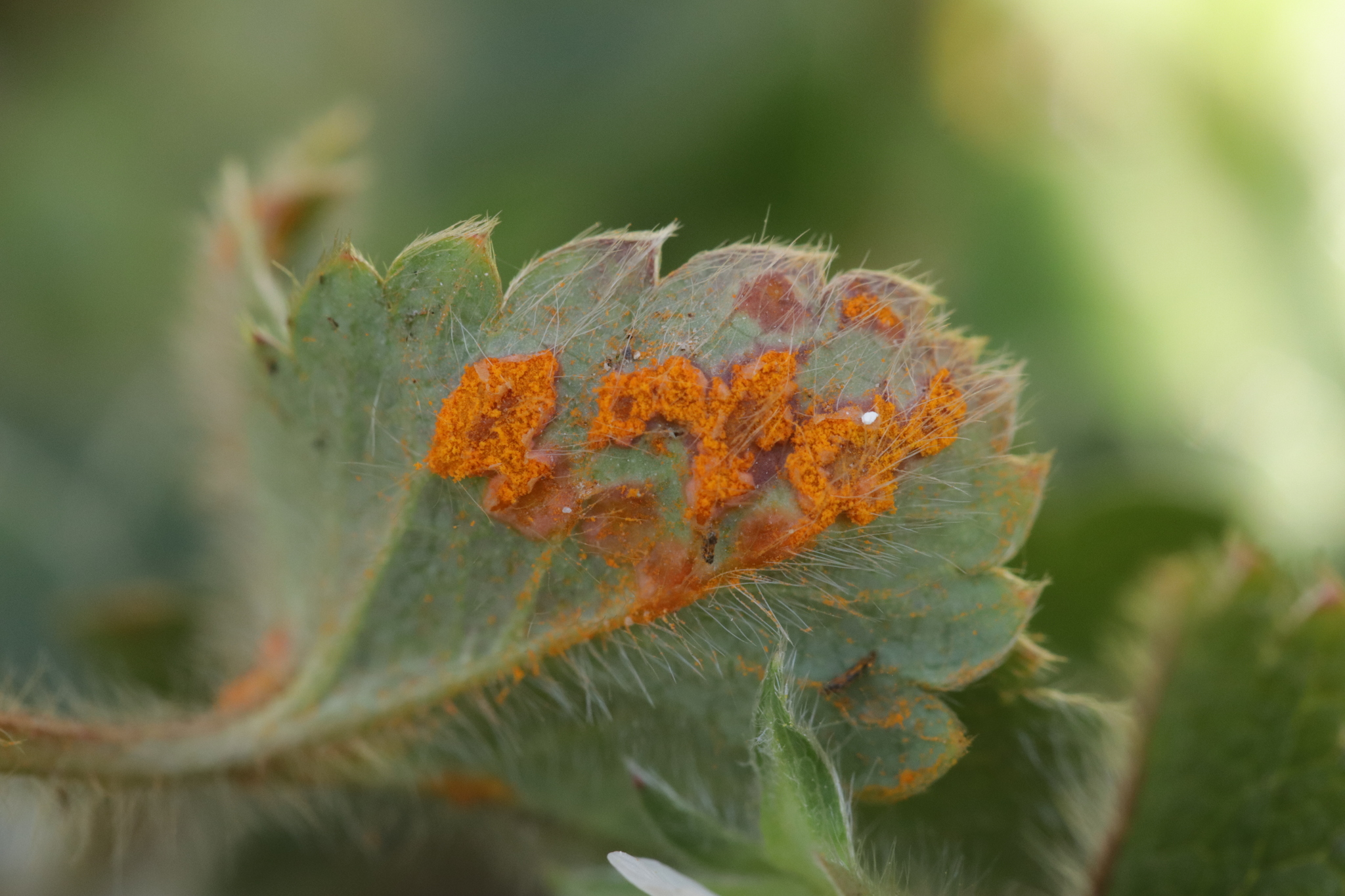
Aecia
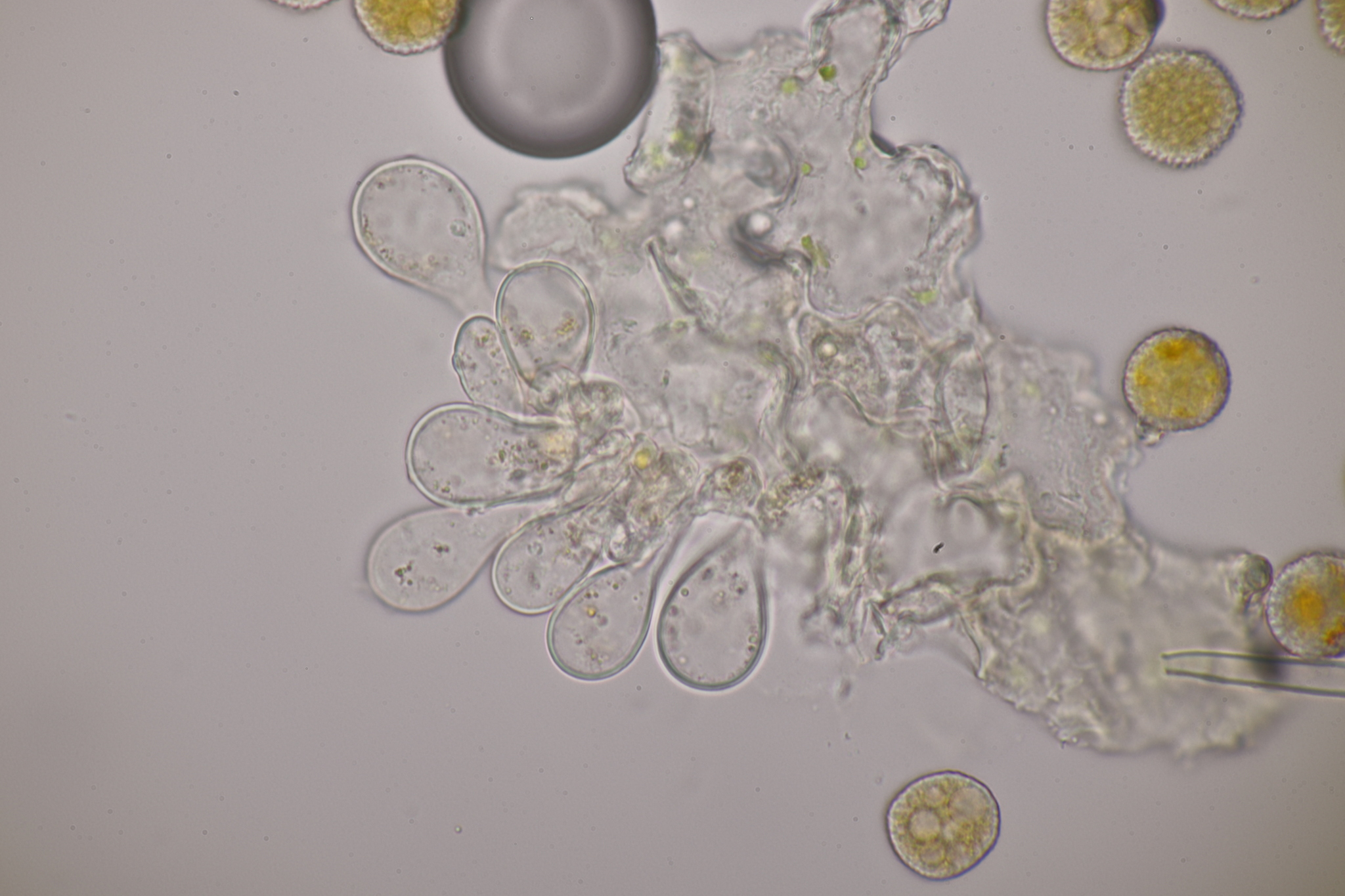
Parafysen
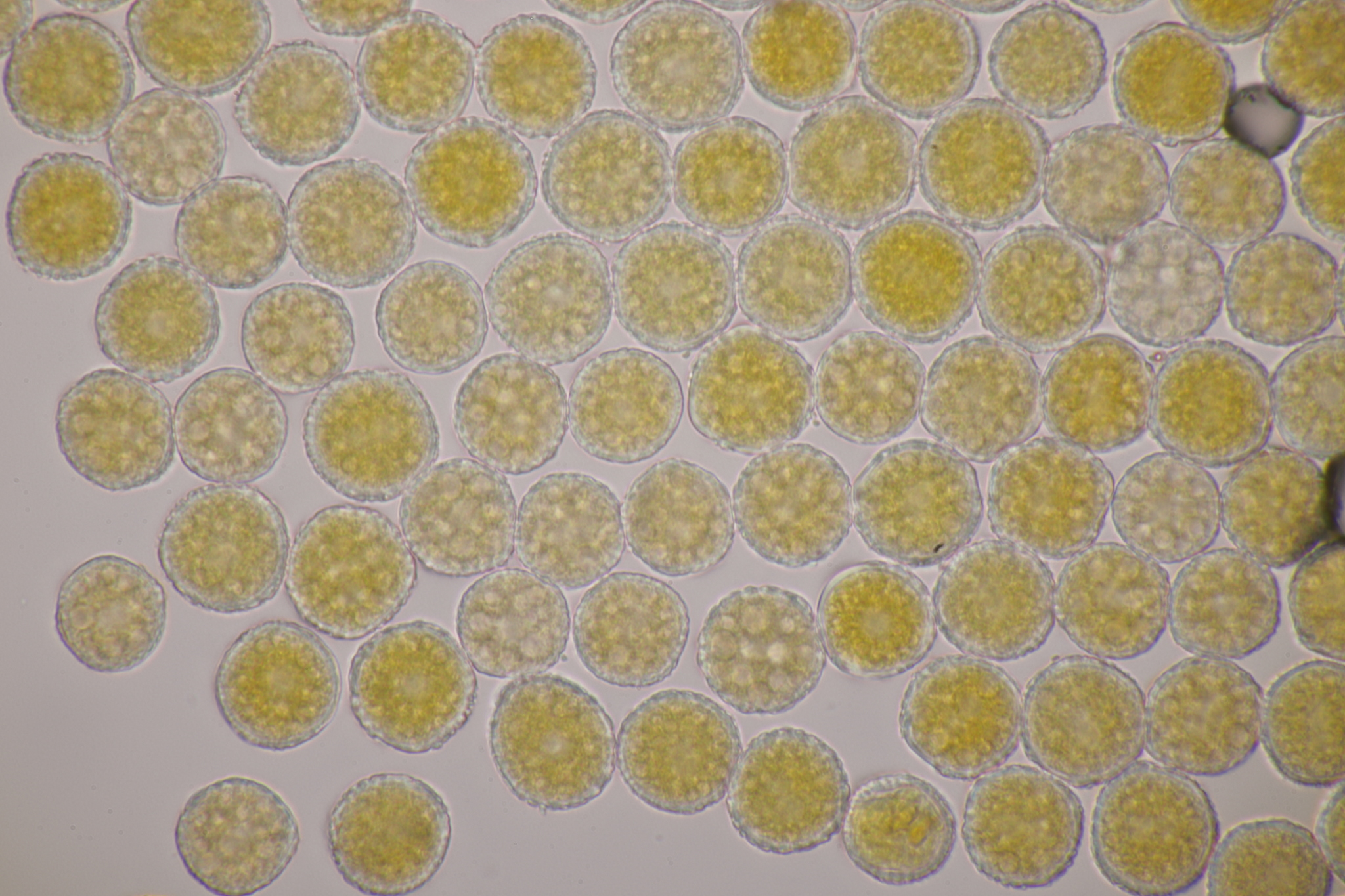
Urediosporen
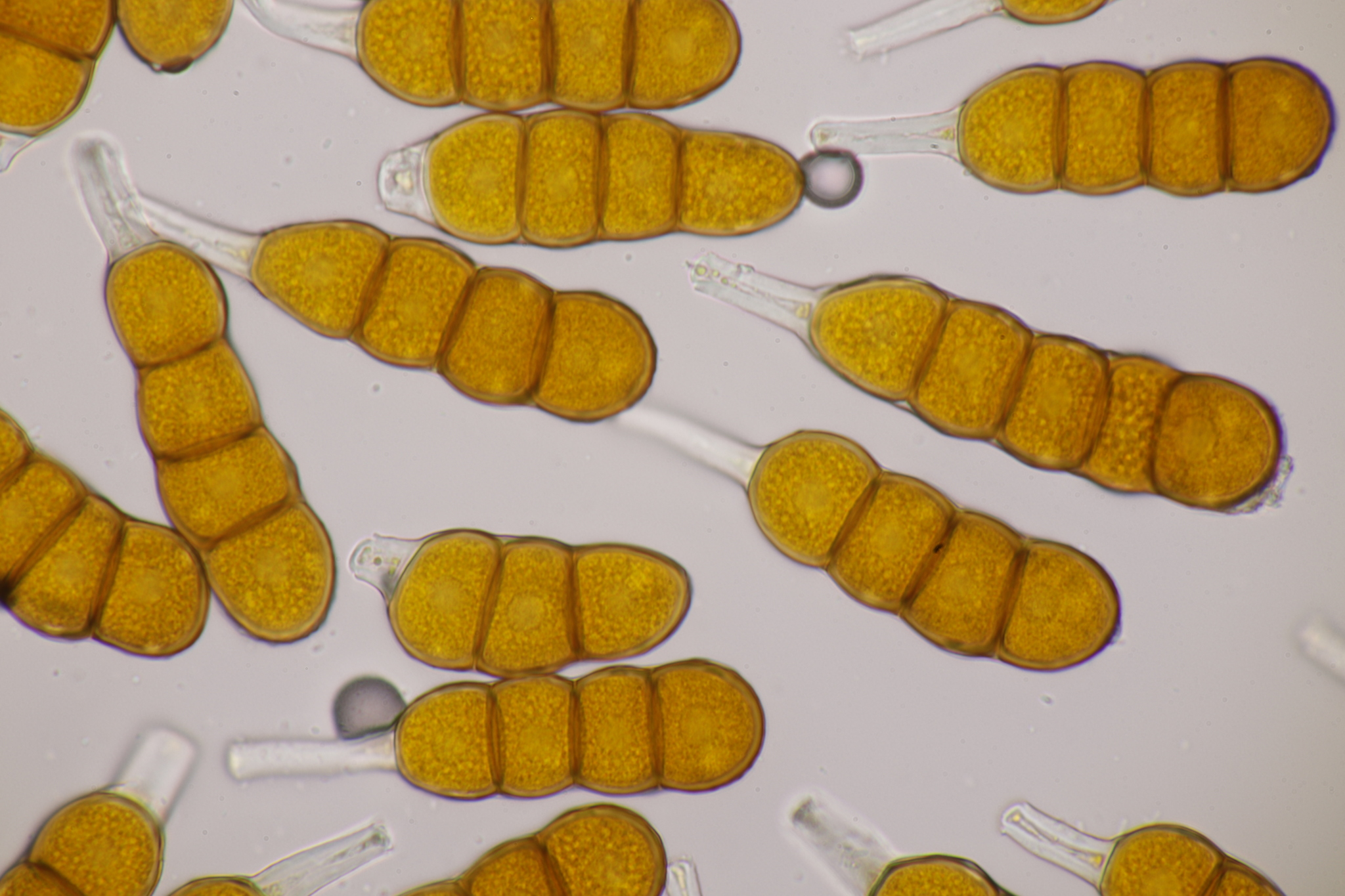
Teliosporen